# Zweikampf-Europameisterschaft der Junioren 1974

Logo CEB (ausrichtender Verband)

Die Zweikampf-Europameisterschaft der Junioren 1974 war das vierte Turnier in dieser Disziplin des Karambolagebillards und fand vom 7. bis zum 10. März 1974 in Aachen statt.

## Geschichte
Das Jugendturnier wurde vom Europäischen Billard-Verband CEB ab 1967 erstmals als Europameisterschaft durchgeführt. Es wurde ein Zweikampf mit den Disziplinen Freie Partie und Cadre 47/2 gespielt. Die Altersgrenze der Teilnehmer wurde auf 21 Jahre verkürzt.

## Modus
Gespielt wurde das ganze Turnier im Round Robin Modus.
1. PP = Partiepunkte
2. VGD = Verhältnismäßiger Generaldurchschnitt
3. BVED = Bester Einzel Verhältnismäßiger Durchschnitt

Bei der Berechnung des VGD wurde die portugiesische Tabelle von 1972 angewendet:
In der Endtabelle wurden die erzielten Partiepunkte vor den Matchpunkten und dem VGD gewertet.

## Abschlusstabelle
| MP    | Match Points (Sieger = 2; Unentschieden = 1; Verlierer = 0) |
| Pkte. | Erzielte Karambolagen                                       |
| Aufn. | Benötigte Versuche                                          |
| GD    | Generaldurchschnitt                                         |
| BED   | Bester Einzeldurchschnitt eines Spielers                    |
| HS    | Höchstserie                                                 |
|       | Bester GD des Turniers                                      |
|       | Bester ED des Turniers                                      |
|       | Beste HS des Turniers                                       |
|       | 1. Platz (Gold)                                             |
|       | 2. Platz (Silber)                                           |
|       | 3. Platz (Bronze)                                           |

| Endklassement | Endklassement      | Endklassement | Endklassement | Endklassement | Endklassement |
| Platz         | Name               | PP            | MP            | VGD           | BVED          |
| ------------- | ------------------ | ------------- | ------------- | ------------- | ------------- |
| 1             | Philippe Maréchal  | 22:6          | 11:3          | 42,37         | 361,66        |
| 2             | Thomas Wildförster | 18:10         | 9:5           | 41,37         | 97,04         |
| 3             | Jürgen Kresse      | 18:10         | 10:4          | 24,01         | 78,16         |
| 4             | Willy Leman        | 17:11         | 8:6           | 31,72         | 70,16         |
| 5             | Paul Couespel      | 15:13         | 7:7           | 26,50         | 48,11         |
| 6             | Jos Bongers        | 13:15         | 7:7           | 20,17         | 36,68         |
| 7             | Gerhard Ralis      | 6:22          | 3:11          | 16,41         | 20,45         |
| 8             | Nico Tuyn          | 3:25          | 1:13          | 13,06         | 27,77         |

## Disziplintabellen
| Platz                      | Name               | MP   | Pkte. | Aufn. | GD    | BED    | HS  | VGD   |
| -------------------------- | ------------------ | ---- | ----- | ----- | ----- | ------ | --- | ----- |
| 1                          | Thomas Wildförster | 10:4 | 1623  | 37    | 43,86 | 125,00 | 250 | 43,86 |
| 2                          | Philippe Maréchal  | 10:4 | 1437  | 42    | 34,21 | 250,00 | 266 | 34,21 |
| 3                          | Jürgen Kresse      | 10:4 | 1710  | 71    | 24,08 | 125,00 | 250 | 24,08 |
| 4                          | Willy Leman        | 9:5  | 1296  | 43    | 30,13 | 83,33  | 241 | 30,13 |
| 5                          | Paul Couespel      | 7:7  | 1353  | 47    | 28,78 | 125,00 | 234 | 28,78 |
| 6                          | Jos Bongers        | 6:8  | 977   | 46    | 21,23 | 62,50  | 242 | 21,23 |
| 7                          | Gerhard Ralis      | 4:10 | 1188  | 68    | 17,47 | 27,77  | 148 | 17,47 |
| 8                          | Nico Tuyn          | 0:14 | 597   | 53    | 11,26 | –      | 75  | 11,26 |
| Turnierdurchschnitt: 25,01 |                    |      |       |       |       |        |     |       |

| Platz                      | Name               | MP   | Pkte. | Aufn. | GD    | BED    | HS  | VGD   |
| -------------------------- | ------------------ | ---- | ----- | ----- | ----- | ------ | --- | ----- |
| 1                          | Philippe Maréchal  | 12:2 | 964   | 36    | 26,77 | 150,00 | 185 | 50,54 |
| 2                          | Thomas Wildförster | 8:6  | 879   | 43    | 20,44 | 75,00  | 107 | 38,88 |
| 3                          | Willy Leman        | 8:6  | 795   | 45    | 17,66 | 37,50  | 124 | 33,32 |
| 4                          | Paul Couespel      | 8:6  | 863   | 63    | 13,69 | 37,50  | 122 | 24,22 |
| 5                          | Jürgen Kresse      | 8:6  | 679   | 50    | 13,58 | 16,66  | 59  | 23,95 |
| 6                          | Jos Bongers        | 7:7  | 746   | 65    | 11,47 | 30,00  | 61  | 19,10 |
| 7                          | Nico Tuyn          | 3:11 | 830   | 93    | 8,92  | 16,66  | 53  | 14,86 |
| 8                          | Gerhard Ralis      | 2:12 | 525   | 57    | 9,21  | 16,66  | 51  | 15,34 |
| Turnierdurchschnitt: 13,89 |                    |      |       |       |       |        |     |       |